# Friedrichshütte (Bad Laasphe)

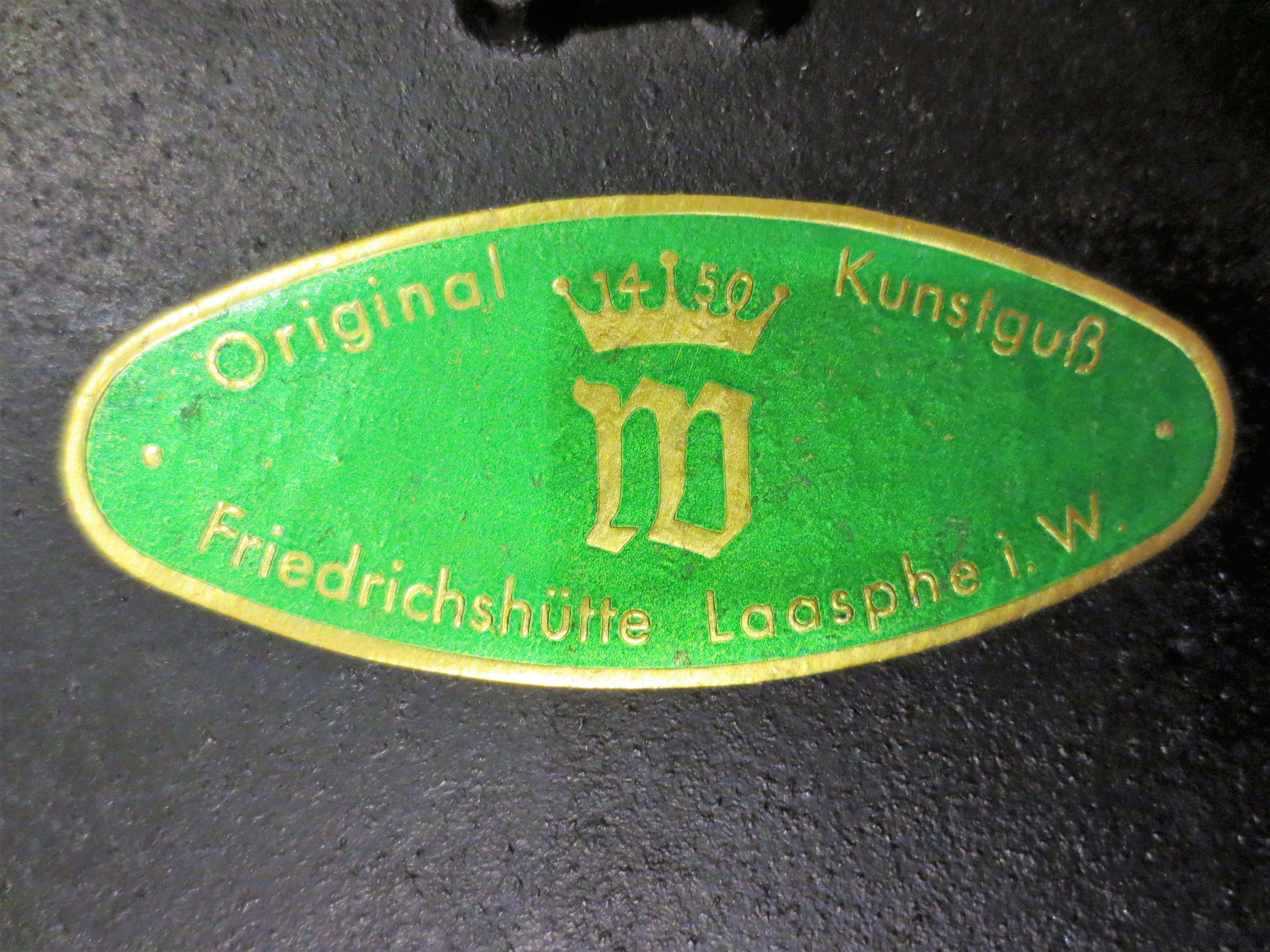
Aufkleber der Friedrichshütte auf der Rückseite der Kunstguss-Plakette zum Firmenjubiläum 150 Jahre Krupp 1811–1961.

Die Friedrichshütte im heutigen Stadtgebiet von Bad Laasphe befindet sich auf dem Kataster der ehemaligen Gemeinde Kunst Wittgenstein. Es handelt sich um eine Mischbebauung mit einigen Gewerbebetrieben, dem städtischen Bauhof, einer geringen Anzahl von Ein- und Mehrfamilienhäusern sowie der DRK-Rettungswache Friedrichshütte, die im ehemaligen Bahnhof Friedrichshütte-Laasphe eingerichtet wurde.

## Geschichte
Namensgebend für den südöstlichen Ortsteil der Gemeinde Kunst Wittgenstein war die Einrichtung eines Eisenwerkes im Jahre 1799 durch den damals regierenden Grafen und späteren Fürsten Friedrich Carl zu Sayn-Wittgenstein-Hohenstein (1766–1837). Jedoch verweisen Urkunden über Vorläufer dieses Verhüttungsbetriebes auf eine mehr als 500-jährige Geschichte der Friedrichshütte.
Der auf gleichem Areal früher gelegene Laaspher Hammer sowie Urkunden über eine ehemalige Walkmühle belegen die weitere vorindustrielle Nutzung des Ortes. Mühle und Hammer wurden durch die Wasserkraft der Lahn betrieben; entsprechende Wasserwehre zur Hebung des Flussbettes und Ableitungsgräben an der Lahn in Höhe der früheren Wasserkunst sind teilweise noch erhalten.
1799 ließ Graf Friedrich Carl auf dem Betriebsgelände einen Hochofen aufstellen. Aus eigenen Gruben des Dillgebietes wurde die gewonnenen Erze herangeschafft und mit der Holzkohle aus den Wittgensteiner Wäldern zu Roheisen verarbeitet. Des Weiteren stellte man auch erste Gusswaren her und begann mit der Produktion eigener Herde. Bereits 1830 zählte der Betrieb ca. 50 Arbeiter, die mit der Herstellung von Kochtöpfen, Pflugscharen, Ofenplatten, Herden und Waschkesseln beschäftigt waren.
1854 wurde die erste Dampfmaschine angeschafft, um sich unabhängig von der Wasserkraft der Lahn zu machen. Um 1860 wurden erste Kupolöfen errichtet, mit denen man dünnwandige Gusswaren herstellen konnte. Die in der Friedrichshütte hergestellten Öfen wurden hauptsächlich im westfälischen Raum vertrieben, der Absatzmarkt wurde dann um die Regionen Sachsen und Thüringen erweitert.
1875 wurden in der Friedrichshütte schon 112 Arbeiter beschäftigt. Nachdem man die Öfen zunächst mit heimischer Holzkohle zur Eisenverhüttung beschickte, stellte man auf Steinkohle um, als die Eisenbahnstrecke von Cölbe nach Laasphe (1883) und von Laasphe bis nach Kreuztal ins Siegerland (1889) eingerichtet wurde und damit Transporte aus dem Ruhrgebiet möglich waren. Dennoch wurde der eingerichtete Hochofen der Friedrichshütte auf Dauer unrentabel, so dass er 1891 stillgelegt wurde. Nunmehr wurde der Betrieb ausschließlich auf Eisenverarbeitung umgestellt.
Um 1900 wurde das Eisenwerk Friedrichshütte großzügig erweitert. Dazu zählte die Übernahme der Beschlagschlosserei, die bisher auf dem Firmengelände von dem Schlossermeister Mittelmann betrieben wurde. Daneben wurde ein Putzhaus eingerichtet, die Gießerei erweitert, das Magazingebäude erweitert und ein Emaillierwerk aufgebaut. Für ca. 25 auswärtige Arbeiter richtete man einen Schlafsaal in einem der Firmengebäude ein.
Während der beiden Weltkriege wurde Rüstungsmaterial produziert. In den ersten Jahren nach 1945 stellte man zunächst Jauchefässer, Brikett-Träger, Wasserkarren und Großraumöfen her. Nach der Wiederinbetriebnahme des Emaillierwerkes im Jahre 1948 und der Gießerei im Jahre 1949 kehrte man zur Ofenproduktion zurück. Öfen der Marke Tellus wurden noch zwei Jahrzehnte von der Friedrichshütte mit Erfolg vertrieben. Ein weiterer Vertriebszweig war die Herstellung von Kunstguss. So wurde die Friedrichshütte unter anderem mit der Herstellung der vom Bildhauer Jean Sprenger entworfenen Kunstguss-Plakette zum 150-jährigen Firmenjubiläum der Firma Krupp im Jahr 1961 beauftragt.
1965 musste das Werk seine Produktion vorläufig einstellen, 165 Arbeiter verloren ihren Arbeitsplatz. Drei Jahre später startete man eine Wiederbelebung des Betriebes mit der Herstellung von Gusswaren bei einer Belegschaft von 45 Mitarbeitern. Die Friedrichshütte KG musste 1971 endgültig den Betrieb einstellen. Ehemalige Beschäftigte der Friedrichshütte treffen sich noch jährlich zu einem Gedankenaustausch in Bad Laasphe.

## Beschäftigtenzahlen

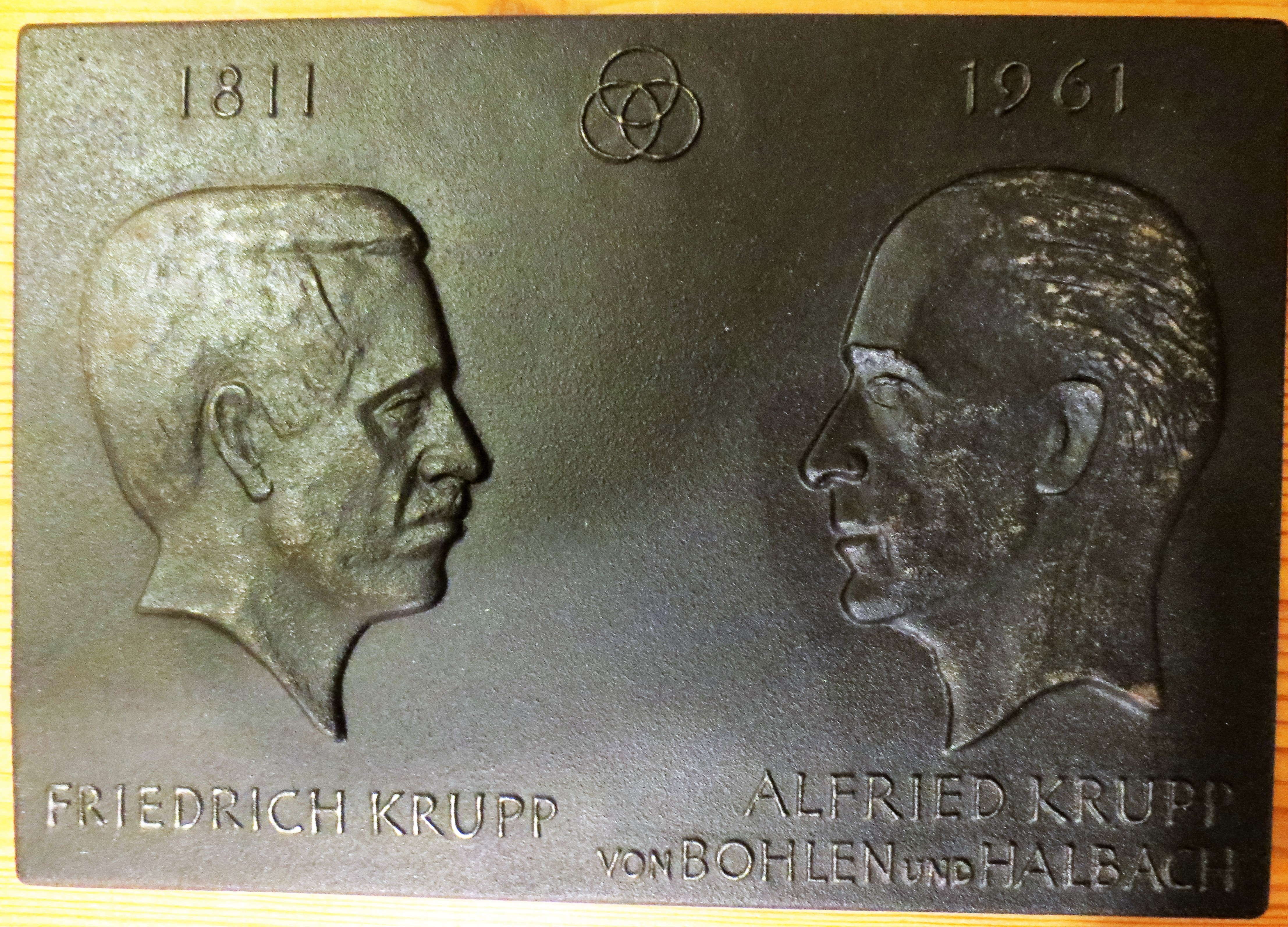
Kunstguss-Plakette, (Entwurf: Jean Sprenger, Essen), gefertigt von der Friedrichshütte zum Jubiläum 150 Jahre Krupp 1811–1961.

- 1830: 50 Arbeiter
- 1856: 57 Arbeiter
- 1875: 112 Arbeiter
- 1900: 200 Arbeiter
- 1914: ca. 50 Arbeiter
- 1924: 200 Arbeiter
- 1965: 165 Arbeiter
- 1968: 45 Arbeiter

## Besitzerfolge der Friedrichshütte
- Friedrich Carl Graf (ab 1804 Fürst) zu Sayn-Wittgenstein-Hohenstein (1766–1837)
- Luise Fürstin zu Sayn-Wittgenstein-Hohenstein geb. Langenbach (1788–1864)
- Carl Freiherr von Wittgenstein (1809–1866)
- Berta Freifrau von Wittgenstein (1818–1905), (Erbengemeinschaft)
- Albrecht Freiherr von Wittgenstein (1850–1903)
- Julie Freiherrin von Wittgenstein (1850–1911), (Erbengemeinschaft)
- Erich Freiherr von Wittgenstein (1880–1914)
- Friedrich Carl Freiherr von Wittgenstein (1887–1967)
- Winfried Freiherr von Wittgenstein (1924–1974)

## Wohnsitz der Barone von Wittgenstein
Im Jahre 1845 begann der fürstliche Baumeister Grupe mit der Errichtung eines villenähnlichen Wohnhauses oberhalb der Hütte. Nach neunjähriger Bauzeit zog die Familie des Freiherrn Carl von Wittgenstein, die bis dahin in einem Gebäude auf dem Betriebsgelände gewohnt hatte, im Jahre 1854 in den Neubau um, der nach dem Bauherrn Carlsburg genannt wurde. Die Villa diente über 120 Jahre als Familiensitz der Barone von Wittgenstein.